# 中田茂男
中田 茂男（なかた しげお、1945年10月16日 - ）は、日本のアマチュアレスリング選手、元陸上自衛官。
1968年メキシコシティーオリンピックレスリングフリースタイル・フライ級金メダリスト。

## 略歴
北海道旭川市出身。北海道旭川南高等学校から中央大学に進み、1966年の全日本選手権・アジア大会、翌年の世界選手権で優勝。1968年自衛隊に入り、同年のメキシコ五輪でも圧倒的な強さで金メダルを獲得、前回東京五輪での吉田義勝に続きこの種目二連覇を達成した。スピーディーな試合運びと粘り強さを身上とした。